# قاهره اوییشن
قاهره اوییشن (به انگلیسی: Cairo Aviation) یک شرکت هواپیمایی با کد یاتا OE است که در ۱۹۹۸ میلادی تأسیس شده‌است. دفتر مرکزی قاهره اوییشن در قاهره، مصر واقع شده‌است و قطب این شرکت هواپیمایی در فرودگاه بین‌المللی قاهره قرار دارد.